# Arnold Escher von der Linth
Arnold Escher von der Linth (Zúrich, 8 de junio de 1807 - Zúrich, 12 de julio de 1872) fue un geólogo suizo. Es hijo de Hans Conrad Escher von der Linth (1767-1823).
En 1856 comenzó a trabajar como profesor de geología en la Escuela Politécnica Federal de Zúrich, aleccionando a célebres geólogos como Albert Heim. Sus investigaciones le llevaron a ser considerado como uno de los precursores de la geología suiza. En 1852-1853 elaboró, junto con Bernhard Studer, el primer mapa geológico de Suiza.
Fue autor de Geologische Bemerkungen über dos nordliche Vorarlberg und einige angrenzenden Gegenden, publicado en Zúrich en 1853.